# Esox cisalpinus
Espèce
Esox cisalpinus, aussi appelé Brochet italien, Brochet cisalpin ou parfois Brochet du Sud, est une espèce de poissons d'eau douce que l'on trouve aujourd'hui exclusivement dans le centre et le Nord de l'Italie, ainsi que dans le Tessin en Suisse qui fait partie du bassin versant du Pô.
Esox cisalpinus se distingue du Grand brochet. Il est décrit scientifiquement comme une nouvelle espèce depuis 2011 et ceci de façon distincte par deux groupes de recherche. La description par Bianco & Delmastro a été imprimée la première, et le nom Esox cisalpinus fut donc retenu. La seconde étude a été publiée un peu plus tard par Lucentini et al. : Esox flaviae est donc considéré comme un synonyme secondaire.
Comme pour le très répandu Grand brochet, le Brochet italien est une espèce importante pour la pêche sportive et commerciale de son aire de distribution, ainsi que pour son rôle de prédateur dans les écosystèmes d'eau douce.

## Publication originale
- (it) Pier Giorgio Bianco et Giovanni Battista Delmastro, « Recenti novità tassonomiche riguardanti i pesci d’acqua dolce e descrizione di una nuova specie di luccio », Inconnu, Gabriele De Filippo, vol. 2,‎ juillet 2011, p. 1-14 (ISBN 978-1-4477-8022-9, lire en ligne).